# Siorac-en-Périgord
Siorac-en-Périgord település Franciaországban, Dordogne megyében. Lakosainak száma 1079 fő (2022. január 1.). Siorac-en-Périgord Monplaisant, Urval, Le Buisson-de-Cadouin, Coux-et-Bigaroque-Mouzens, Marnac, Saint-Germain-de-Belvès és Sagelat községekkel határos.

## Népesség
A település népessége az elmúlt években az alábbi módon változott:
| Lakosok száma | 784  | 863  | 904  | 982  | 1022 | 1037 | 1053 | 1059 | 1062 | 1079 |
|               | 1968 | 1982 | 1990 | 2006 | 2013 | 2015 | 2017 | 2019 | 2020 | 2022 |